# العلاقات الإيرانية البلجيكية
العلاقات الإيرانية البلجيكية هي العلاقات الثنائية التي تجمع بين إيران وبلجيكا.

## مقارنة بين البلدين
هذه مقارنة عامة ومرجعية للدولتين:
| وجه المقارنة                                              | إيران                    | بلجيكا                                                                              |
| --------------------------------------------------------- | ------------------------ | ----------------------------------------------------------------------------------- |
| المساحة (كم2)                                             | 1.65 مليون               | 30.53 ألف                                                                           |
| عدد السكان (نسمة)                                         | 79.97 مليون              | 11.37 مليون                                                                         |
| الكثافة السكانية (ن./كم²)                                 | 48.47                    | 372.42                                                                              |
| العاصمة                                                   | طهران                    | بروكسل                                                                              |
| اللغة الرسمية                                             | لغة فارسية               | اللغة الهولندية، لغة فرنسية، اللغة الألمانية                                        |
| العملة                                                    | ريال إيراني              | يورو، فرنك بلجيكي                                                                   |
| الناتج المحلي الإجمالي (بليون دولار)                      | 439.51 مليار             | 492.68 مليار                                                                        |
| الناتج المحلي الإجمالي (تعادل القوة الشرائية) بليون دولار | 1.36 تريليون             | 514.74 مليار                                                                        |
| الناتج المحلي الإجمالي الاسمي للفرد دولار أمريكي          |                          | 40.32 ألف                                                                           |
| الناتج المحلي الإجمالي للفرد دولار أمريكي                 |                          | 43.44 ألف                                                                           |
| مؤشر التنمية البشرية                                      | 0.766                    | 0.890                                                                               |
| رمز المكالمات الدولي                                      | +98                      | +32                                                                                 |
| رمز الإنترنت                                              | .ir،                     | .be                                                                                 |
| المنطقة الزمنية                                           | ت ع م+03:30، توقيت إيران | توقيت وسط أوروبا، ت ع م+01:00، ت ع م+02:00، توقيت وسط أوروبا الصيفي، أوروبا/بروكسل ‏ |

## منظمات دولية مشتركة
يشترك البلدان في عضوية مجموعة من المنظمات الدولية، منها:
| علم المنظمة | اسم المنظمة                        | تاريخ انضمام إيران | تاريخ انضمام بلجيكا |
| ----------- | ---------------------------------- | ------------------ | ------------------- |
|             | الاتحاد البريدي العالمي            | ?                  | ?                   |
|             | مؤسسة التنمية الدولية              | 10 أكتوبر 1960     | 2 يوليو 1964        |
|             | منظمة حظر الأسلحة الكيميائية       | ?                  | ?                   |
|             | الأمم المتحدة                      | 24 أكتوبر 1945     | 27 ديسمبر 1945      |
|             | وكالة ضمان الاستثمار متعدد الأطراف | 15 ديسمبر 2003     | 18 سبتمبر 1992      |
|             | منظمة الشرطة الجنائية الدولية      | ?                  | ?                   |
|             | مؤسسة التمويل الدولية              | 28 ديسمبر 1956     | 27 ديسمبر 1956      |
|             | المنظمة الهيدروغرافية الدولية      | ?                  | ?                   |
|             | البنك الدولي للإنشاء والتعمير      | 29 ديسمبر 1945     | 27 ديسمبر 1945      |
|             | الفريق المعني برصد الأرض           | ?                  | ?                   |
|             | يونسكو                             | 6 سبتمبر 1948      | 29 نوفمبر 1946      |

## أعلام
هذه قائمة لبعض الشخصيات التي تربطها علاقات بالبلدين:
- داريا سافاي (ناشطة إيرانية، 7 أبريل 1975 – )
- كميلة باتمانقليج (نفسانية من المملكة المتحدة، 1963 – )

## وصلات خارجية
- موقع وزارة الخارجية الإيرانية
- موقع وزارة الخارجية البلجيكية